# Ilmatsalu
Koordinaten: 58° 23′ N, 26° 33′ O
Ilmatsalu (deutsch Ilmahzal) ist der Name zweier Dörfer in der estnischen Stadtgemeinde Tartu (bis 2017 Landgemeinde Tähtvere) im Kreis Tartu.

## Beschreibung und Geschichte
Das Dorf Ilmatsalu alevik hat 385 Einwohner (Stand 1. Juni 2006). Es war der Hauptort der Landgemeinde Tähtvere.
Das Dorf Ilmatsalu küla befindet sich ganz in der Nähe. Es hat unter hundert Einwohner.
Von der Ordenszeit bis zur Mitte des 19. Jahrhunderts befand sich das ehemalige Rittergut im Eigentum der adligen deutschbaltischen Familie von Löwenwolde. Letzter Besitzer vor der Enteignung im Zuge der estnischen Landreform von 1919 war Woldemar von Knorring.
Das Gut wurde erstmals 1557 urkundlich erwähnt. Das schlichte Herrenhaus im Stil des Klassizismus wurde in der ersten Hälfte des 19. Jahrhunderts errichtet. Der Mittelteil des Gebäudes wird sowohl auf der Vorder- wie auf der Rückseite durch einen zweigeschossigen Mittelrisalit mit drei großen Fenster geprägt. Das Haus wurde in den 1970er Jahren stark umgebaut. Heute befindet sich in dem Gebäude der Sitz eines landwirtschaftlichen Unternehmens, dem Nachfolger der Tartuer Mustersowchose. Erhalten sind auch einige Nebengebäude des Guts.
Ilmatsalu war in Livland und Estland vor allem bekannt für seine Ziegelfabrik. Sie produzierte zwischen 1879 und 1961.

## Persönlichkeiten
Berühmtester Sohn des Ortes war der estnische Lyriker Karl Eduard Sööt (1862–1950). Er verbrachte auf dem Bauernhof Kurvitsa in Ilmatsalu seine Kindheit und Jugend.
Der kaiserlich russische Generalmajor Woldemar von Brackel (1807–1877) wurde ebenfalls hier geboren.